# لوثار راديتشانو
لوثار أو لوتار راديتشانو (بالرومانية: Lothar sau Lotar Rădăceanu) وُلد باسم لوثار وورزر أو وورزل (Lothar Würzer/Würzel) في 19 مايو 1899، وتوفي في 24 أغسطس 1955، كان صحفيًا ولغويًا وسياسيًا رومانيًا بارزًا، عُرف بانتمائه إلى التيارات الاشتراكية ثم الشيوعية خلال النصف الأول من القرن العشرين.

## الخلفية المهنية
بدأ راديتشانو حياته المهنية كصحفي وكاتب مهتم بالشؤون الثقافية واللغوية، قبل أن ينخرط بشكل أوسع في العمل السياسي في صفوف الحزب الاشتراكي الروماني، ثم لاحقًا في الحزب الشيوعي الروماني بعد الحرب العالمية الثانية.

## دوره السياسي
خلال الحقبة التي أعقبت الحرب، أصبح راديتشانو شخصية قيادية في حكومة رومانيا الشيوعية الناشئة، وشغل عدة مناصب وزارية، منها وزارة العمل، كما ساهم في تشكيل السياسات الثقافية والتعليمية الجديدة التي تبناها النظام الشيوعي.

## الاهتمامات الأكاديمية
كان راديتشانو لغويًا بارعًا، وكتب عددًا من المقالات في قضايا اللغة والتربية والتعليم. كما عرف بتوجهاته الفكرية التنويرية ودفاعه عن إدخال مفاهيم التعليم الجماهيري خلال مرحلة الانتقال إلى الحكم الشيوعي.

## وفاته
توفي لوثار راديتشانو في 24 أغسطس 1955، تاركًا خلفه إرثًا سياسيًا وثقافيًا يعكس التحولات الكبرى التي شهدتها رومانيا في منتصف القرن العشرين.